# マルティン・モントヤ
マルティン・モントヤ・トラルボ（Martín Montoya Torralbo, 1991年4月14日 - ）は、スペイン・バルセロナ県ガバ出身のサッカー選手。アリス・テッサロニキ所属。ポジションはDF。

## クラブ経歴
8歳でFCバルセロナのカンテラであるラ・マシアに加入すると、ベンハミンからトップチームに昇格するまで全てのユースカテゴリーを経験した。2007-08シーズンはCチームにあたるフベニールAでコパ・デル・レイ準優勝を果たしている。
2009年8月19日、非公式ではあるものの、ジョアン・ガンペール杯のマンチェスター・シティFC戦でトップチームデビューを果たした。それから2年後の2011年2月26日、ラ・リーガのRCDエスパニョール戦にてついにバルセロナでの公式戦初出場を経験した。翌2011-12シーズンからトップチーム招集が増え、クラブの戦力としてコパ・デル・レイ優勝などに貢献した。2014-15シーズンの冬、出場機会の少なさを理由に移籍を志願したが結局冬は残留となった。
2015年7月3日、イタリア・セリエAのインテルへレンタル移籍。しかしロベルト・マンチーニ監督に戦力外とみなされ半年でレンタル打ち切りとなった。
レアル・ベティスへ半年間のレンタル移籍を経て、2016年7月30日、バレンシアCFへ完全移籍を果たした。2018年1月27日のレアル・マドリード戦では前半のうちに2度PKを献上した。
2018年8月9日、ブライトン・アンド・ホーヴ・アルビオンFCと4年契約を結んだ。
2020年8月4日、2024年までの契約でベティスに完全移籍で再加入した。

## 代表経歴
2011年にチリ代表との親善試合にて、スペイン代表に初招集された。

## エピソード
- 2014年8月16日、第一子となる長男が誕生した[8]。
- モントヤが17歳の時に母親を乳癌で亡くしており、このことがサッカー選手になることをより意識させた[9][10]。

## 所属クラブ
- FCバルセロナB 2009-2012
- FCバルセロナ 2011-2016

→ インテルナツィオナーレ・ミラノ 2015-2016 (loan)
→ レアル・ベティス 2016 (loan)
- バレンシアCF 2016-2018
- ブライトン・アンド・ホーヴ・アルビオンFC 2018-2020
- レアル・ベティス 2020-2023
- アリス・テッサロニキ 2023-

## タイトル

### クラブ
FCバルセロナ
- UEFAチャンピオンズリーグ：1回 (2014-15)
- リーガ・エスパニョーラ：3回 (2010-11, 2012-13, 2014-15)
- コパ・デル・レイ：2回 (2011-12, 2014-15)
- スーペルコパ・デ・エスパーニャ：2回 (2011, 2013)

レアル・ベティス
- コパ・デル・レイ : 1回 (2021-22)

### 代表
U-21スペイン代表
- UEFA U-21欧州選手権：2回 (2011, 2013)